# Het Filiaal theatermakers
Het Filiaal theatermakers is een theatergezelschap. Plaats van vestiging is de buurtschap Blauwkapel in de gemeente Utrecht. Het gezelschap werd in 1994 opgericht door regisseur Monique Corvers. Sinds 2001 wordt het structureel gesubsidieerd door het ministerie van Onderwijs, Cultuur en Wetenschap en de gemeente Utrecht.

## Het Gezelschap
Het gezelschap maakt muziektheater voor families en het basisonderwijs. De voorstellingen van het gezelschap toeren nationaal en internationaal. De kern bestaat uit artistiek leider/regisseur Monique Corvers, componist/musicus Gábor Tarján en objecttheatermaker/acteur Ramses Graus. Ze werken met wisselende teams van acteurs, tekstschrijvers, ontwerpers en musici. Combineerden ze in het begin vooral spel en muziek, in de loop der jaren is dat uitgebreid met poppen, liedjes, objecten, beeldende kunst, wetenschap en live gemaakte film. Er zijn regelmatig gastregisseurs bij het gezelschap betrokken.

## Locatie
Tot 2021 hield het gezelschap kantoor in Theaterhuis De Berenkuil aan de Biltstraat in Utrecht. Per 1 januari 2021 heeft het zich gevestigd in de monumentale barak aan de Kapelweg 7 in Blauwkapel. Hier beschikt het over kantoren, een studio, een foyer en een theaterzaal. De barak is in eigendom van Stichting Deplaatsmaker.

## Lesmateriaal
Rond elke voorstelling wordt omlijstend lesmateriaal voor het basisonderwijs ontwikkeld. Niet alleen ter voorbereiding op een theaterervaring, maar ook om kinderen te verleiden buiten de lijnen te denken en ze te stimuleren om op een andere manier naar de wereld te kijken.

## Internationaal
Veel Filiaalvoorstellingen toeren internationaal. Er is onder andere gespeeld in de Verenigde Staten op Broadway, in Londen, Sydney en Shanghai. 

## Subsidiënten
Het gezelschap wordt structureel gesubsidieerd door het Ministerie van OCenW, Gemeente Utrecht en incidenteel door het Fonds Podiumkunsten.

## Gespeelde Voorstellingen
In deze lijst staan alle voorstellingen vanaf de oprichting van Het Filiaal theatermakers.
- Bal (1994)
- De koning en de rest (1995)
- Als je vader een held is (1996)
- Drie (1996)
- De oceaanvlucht van kapitein Lindbergh (1997)
- Blauw bloed/Dymphna of de gekken van Geel (1998)
- De kleinste thuis (1999)
- Hol Land (2000)
- Baron Rabinovitsj (2000)
- Gluurhuis (2000)
- Assepoes (2001)
- Baron Rabinovitsj (2001)
- Toen stenen nog vogels waren (2002)
- Een kleine sneeuwstorm (2003
- Assepoes (2003)
- Morgen begon ik (2004)
- Baron Rabinovitsj de IIe, een droom van een dirigent (2005)
- Oblomov of: waarom ik niet op wil staan (2005)
- Morgen begon ik (2006)
- Baron Rabinovitsj (op Broadway en op het Ottawa International Children's Festival) (2006)
- Katharina Katharina in het ganzenbord (2007)
- Baron Rabinovitsj (in Cleveland (Ohio) en Costa Mesa (Californië) (2007)
- Zo Plat Als de Wereld (2007)
- Katharina Katharina in het ganzenbord (Reprise) (2008)
- Geen Bijen Geen Fruit (op locatie) (2008)
- De Oceaanvlucht van kapitein Lindbergh (2008, reprise najaar 2009)
- Momo en de Tijdspaarders (2009)
- Mevr. Ophelia (2009)
- Wiplala weer (2009)
- Tap 'n Tabla (2010)
- Einstein, sneller dan licht (2011)
- Huis (2011)
- De Vloek van Woestewolf (2011)
- Klein duimpje, het echte verhaal (2012)
- Het geheim van Q (2013)
- Toen mijn vader een struik werd (2013)
- Trollenjong (2013)
- Een ijskoud wonder (2013)
- De grote illusionist (2014)
- Tomte (2014)
- Falling Dreams (2015)
- Spoor (2016)
- Enkeltje Mars (2017)
- De Nachtwaker (2018)
- ISHI indianenwijsheid voor de 21e eeuw (2019)
- Back to Oz (coproductie met Slagwerk den Haag en Stadsschouwburg Utrecht) (2019)
- Verloren Dingen (2020)
- Hotel Hierwaardaar (coproductie met De Dansers) (2021)
- Talking Hands (2022)
- Scheur in de Tijd (in samenwerking met Podium Hoge Woerd) (2022)